# Premi Sant Jordi de novel·la
De Premi Sant Jordi de novel·la of de Sint-Jorisprijs voor de roman is een van de belangrijkste Catalaanse literaire prijzen die toegekend wordt door het culturele collectief Òmnium Cultural samen met de Gran Enciclopèdia Catalana.

## Geschiedenis
De prijs heette oorspronkelijk Premi Joanot Martorell en werd voor de eerste keer toegekend in 1947. In 1960 werd de naam veranderd in Premi Sant Jordi de novel·la. Hij wordt elk jaar in december uitgereikt tijdens de Nit literària de Santa Llúcia (Literaire nacht van Santa Lucia). Aan de prijs is een bedrag van 60.000 euro verbonden.

## Winnaars

### Premi Joanot Martorell
| - 1947 Cèlia Sunyol met Primera part - 1948 Maria Aurèlia Capmany i Farnés met El cel no és transparent - 1949 Niet toegekend - 1950 Niet toegekend - 1951 Josep Pla met El carrer estret - 1952 Xavier Benguerel met La família Rouquier - 1953 Josep Maria Espinàs met Com ganivets o flames | - 1954 Manuel de Pedrolo met Estrictament personal - 1955 Joan Sales met Incerta glòria - 1956 Ramon Folch i Camarasa met La maroma - 1957 Blai Bonet met El mar - 1958 Miquel Llor met Un camí de Damasc - 1959 Ricard Salvat i Ferré met Animals destructors de lleis |

### Premi Sant Jordi
| - 1960 Enric Massó i Urgellès met Viure no és fàcil - 1961 Josep Maria Espinàs met L'últim replà - 1962 Manuel de Pedrolo met Balanç fins a la matinadapor - 1963 Pere Calders met L'ombra de l'atzavara - 1964 Ramon Folch i Camarasa met La visita - 1965 Estanislau Torres met La derrota - 1966 Mercè Rodoreda met El carrer de les Camèlies - 1967 Antònia Vicens met 39° a l'ombra - 1968 Maria Aurèlia Capmany i Farnés met Un lloc entre els morts - 1969 Niet toegekend - 1970 Josep Maria Sonntag met Nifades - 1971 Vicenç Riera Llorca met Fes memòria, Bel - 1972 Avel·lí Artís-Gener met L'enquesta del Canal Quatre - 1973 Miquel Àngel Riera met La casa encesa - 1974 Josep Albanell met Pinyol tot salivat - 1975 Pau Faner met Un regne met a mi - 1976 Montserrat Roig i Fransitorra met El temps de les cireres - 1977 Ferran Cremades met Coll de serps - 1978 Jordi Carbonell i Tries met Un home qualsevol - 1979 Antoni Mus met La senyora - 1980 Joan Mas i Bauzà met L'espectacle - 1981 Vicenç Villatoro met Evangeli gris - 1982 Antoni Pasqual met Christian - 1983 Jaume Cabré met La teranyina - 1984 Olga Xirinacs met Al meu cap una llosa - 1985 Isidre Grau met Els colors de l'aigua - 1986 Baltasar Porcel met Les primaveres i les tardors - 1987 Ricard Creus met Posicions | - 1988 Agustí Alcoberro met Retrat de Carme en penombra - 1989 Niet toegekend - 1990 Ferran Cremades met Línia trencada - 1991 Robert Saladrigas met El sol de la tarda - 1992 Maria Mercè Roca met Cames de seda - 1993 Isabel-Clara Simó met La salvatge - 1994 Ferran Torrent i Llorca met Gràcies per la propina - 1995 Nèstor Luján met Els fantasmes del Trianon - 1996 Jordi Mata met El misteri de Berlín - 1997 Alfred Bosch i Pascual met L'atles furtiu - 1998 Miquel de Palol met El Quincorn. Una història romàntica - 1999 Emili Teixidor met El llibre de les mosques - 2000 Jordi Coca met Sota la pols - 2001 David Castillo i Buïls met No miris enrere - 2002 Joan Francesc Mira i Casterà met Purgatori - 2003 Carme Riera met La meitat de l'ànima - 2004 Emili Rosales i Castellà met La ciutat invisible - 2005 Julià de Jòdar met El metall impur - 2006 Joaquim Pijoan i Arbocer met Sayonara Barcelona - 2007 Josep Coll i Martí (Pep Coll) met Les senyoretes de Lourdes - 2008 Lluís Anton Baulenas i Setó met El nas de Mussolini - 2009 Xavier Bosch i Sancho met Se sabrà tot - 2010 Ramon Solsona i Sancho met L'home de la maleta - 2011 Sebastià Alzamora i Martín met Crim de sang - 2012 Màrius Serra i Roig met Plans de futur - 2013 Vicenç Pagès i Jordà met Dies de frontera - 2014 Joan Carreras i Goicoechea met L'àguila negra |